# Box-office 1987 au Canada et aux États-Unis
Cet article traite du box-office de 1987 au Canada et aux États-Unis.

## Classement
| Rang | Titre                       | Pays                  | Réalisateur     | Recettes      |
| ---- | --------------------------- | --------------------- | --------------- | ------------- |
| 1.   | Trois Hommes et un bébé     | États-Unis d'Amérique | Leonard Nimoy   | 167 780 960 $ |
| 2.   | Liaison fatale              | États-Unis d'Amérique | Adrian Lyne     | 156 645 693 $ |
| 3.   | Le Flic de Beverly Hills 2  | États-Unis d'Amérique | Tony Scott      | 153 665 036 $ |
| 4.   | Good Morning, Vietnam       | États-Unis d'Amérique | Barry Levinson  | 123 922 370 $ |
| 5.   | Éclair de lune              | États-Unis d'Amérique | Norman Jewison  | 80 640 528 $  |
| 6.   | Les Incorruptibles          | États-Unis d'Amérique | Brian De Palma  | 76 270 454 $  |
| 7.   | Le Secret de mon succès     | États-Unis d'Amérique | Herbert Ross    | 66 995 879 $  |
| 8.   | Étroite Surveillance        | États-Unis d'Amérique | John Badham     | 65 673 233 $  |
| 9.   | L'Arme fatale               | États-Unis d'Amérique | Richard Donner  | 65 207 127 $  |
| 10.  | Les Sorcières d'Eastwick    | États-Unis d'Amérique | George Miller   | 63 766 510 $  |
| 11.  | Dirty Dancing               | États-Unis d'Amérique | Emile Ardolino  | 63 446 382 $  |
| 12.  | Predator                    | États-Unis d'Amérique | John McTiernan  | 59 735 548 $  |
| 13.  | Balance maman hors du train | États-Unis d'Amérique | Danny DeVito    | 57 915 972 $  |
| 14.  | Dragnet                     | États-Unis d'Amérique | Tom Mankiewicz  | 57 387 516 $  |
| 15.  | La Bamba                    | États-Unis d'Amérique | Luis Valdez     | 54 215 416 $  |
| 16.  | RoboCop                     | États-Unis d'Amérique | Paul Verhoeven  | 53 424 681 $  |
| 17.  | Une chance pas croyable     | États-Unis d'Amérique | Arthur Hiller   | 52 864 741 $  |
| 18.  | Broadcast News              | États-Unis d'Amérique | James L. Brooks | 51 249 404 $  |
| 19.  | Tuer n'est pas jouer        | Royaume-Uni           | John Glen       | 51 185 897 $  |
| 20.  | Eddie Murphy Raw            | États-Unis d'Amérique | Robert Townsend | 50 504 655 $  |